# روبرتو غوميز جونيور
روبرتو غوميز جونيور هو لاعب كرة قدم برازيلي في مركز حراسة المرمى، ولد في 29 يناير 1990 في كورنيليو بروكوبيو في البرازيل. لعب مع أتلتيكو غويانيينسي ونادي غوياس.